# Amante por un día
Amante por un día (en francés: L'Amant d'un jour) es el nombre de una película de drama dirigida por Philippe Garrel en 2017. La película fue proyectada en el Cannes Film Festival en la quincena de directores. En la entrega del festival de Cannes, fue ganadora de los Premios SACD.

## Sinopsis
Luego de una ruptura, una chica de 23 años regresa a la casa de su padre. Allí, descubrirá que este tiene una relación con una joven de su misma edad.

## Reparto
- Éric Caravaca como Gilles.
- Esther Garrel como Jeanne.
- Louise Chevillotte como Ariane.